# Дочь скваттера
«Дочь скваттера» (англ. The Squatter's Daughter) — картина австралийского художника Джорджа Вашингтона Ламберта, написанная в 1924 году. Находится в коллекции Национальной галереи Австралии в Канберре.

## Описание
На картине изображена Гвендолин «Ди» Райри, «дочь скваттера» в белой рубашке и бриджах, стоящая рядом с лошадью на ферме её семьи в местечке Микелаго в Новом Южном Уэльсе. Ламберт познакомился с отцом Райри, генерал-майором сэром Гранвиллом Райри во время Первой мировой войны в Палестине, когда работал официальным австралийским военным художником. Изображённая лошадь была подарком Гвендолин от Ламберта.
На этой картине Ламберт использовал более формальный подход к австралийскому пейзажу, стремясь уменьшить его до определённых форм.
«[Художник] упростил треугольную форму холма, заострил его очертания и уравновесил это сильными вертикалями деревьев и горизонтальной полосой зелёной травы в центре внизу. Ламберт рисовал чёткими контролируемыми мазками, так что изображение казалось неподвижным, но реалистичным, с деревьями и травой, очерченными резким мерцающим светом», Энн Грей
Ламберт описал своё изображение Райри как «фигуру на греческой вазе», грациозно переходящую «через передний план».

## История
В 1926 году англичанин Джордж Питт-Риверс купил картину у Ламберта. В 1991 году полотно было приобретено Национальной галереей Австралии.

## Критика
На своей первой экспозиции «Дочь скваттера» «произвела фурор» своим формалистическим подходом к австралийскому ландшафту. Ховард Эштон критиковал картину, утверждая, что в ней нет эмоций. Другой критик прокомментировал: «Пейзаж Ламберта, „Дочь скваттера“, будет представлять особый интерес… поскольку представляет собой прямой разрыв со стритонской конвенцией», в то время как Ганс Хейзен заметил, что картина «отличается от всего, что написано в Австралии», а позже, что она стала «наглядным уроком для молодых художников-пейзажистов Австралии».
Лайонел Линдси писал:
«Когда „Дочь скваттера“ была впервые показана, насколько мне известно, только три австралийских художника заявили о её оригинальности и правдивости. Такой разрыв с учтивыми настроениями и поверхностным рисованием встретил защитное сопротивление — здесь была почти атака на установленный доход. Это было объявлено жёстким, неверным, несимпатичным. Сегодня мы знаем, что этот пейзаж обладает величайшей местной правдой, высочайшим мастерством и дизайном и источает сам дух Австралии».